# Kristian Brisson
Pour les personnes ayant le même patronyme, voir Brisson.
Kristian Brisson est un écrivain bretonnant né le 29 novembre 1927 à Ivry-sur-Seine de parents concarnois. Longtemps professeur d'anglais à Plougastel-Daoulas, il occupe ses loisirs à l'écriture et la musique. Il est mort le 25 janvier 2013 à Brest.